# Fiat 682
Il Fiat 682 è il primo vero camion e trattore per semirimorchi versatile, prodotto dalla Fiat Veicoli Industriali dal 1952 al 1988.

## Il contesto
Nel 1952 l'Italia adotta un nuovo codice della strada, che impone nuove prescrizioni in materia di portata degli autocarri. A causa di ciò, alla fine dell'anno, la Fiat sostituisce il 680N, in produzione dal 1948, con un nuovo modello: il 682N.

## L'evoluzione
Il primo modello prodotto riprende (con un leggero aumento di potenza) il motore del 680, cioè un 6 cilindri da 10,17 litri di cilindrata e 122 mm di alesaggio dei pistoni, e viene per questo chiamato Fiat 682 "122". Il telaio, la cabina, il cambio, e il differenziale sono invece di nuova progettazione.
Al momento del debutto c'è una sola versione: autocarro 4x2 con passo di 3,8 metri. La massa complessiva è di 14t, come richiesto dal nuovo codice stradale italiano. In seguito arriverà il Fiat 682T, trattore stradale 4x2 con passo di 3,3 m.
Tutti i 682 saranno prodotti dalla casa madre solo in versione 4x2 (cioè quattro ruote, di cui due motrici), ma molti esemplari verranno trasformati da ditte esterne in 6x2 con l'aggiunta di un terzo asse posteriore. 

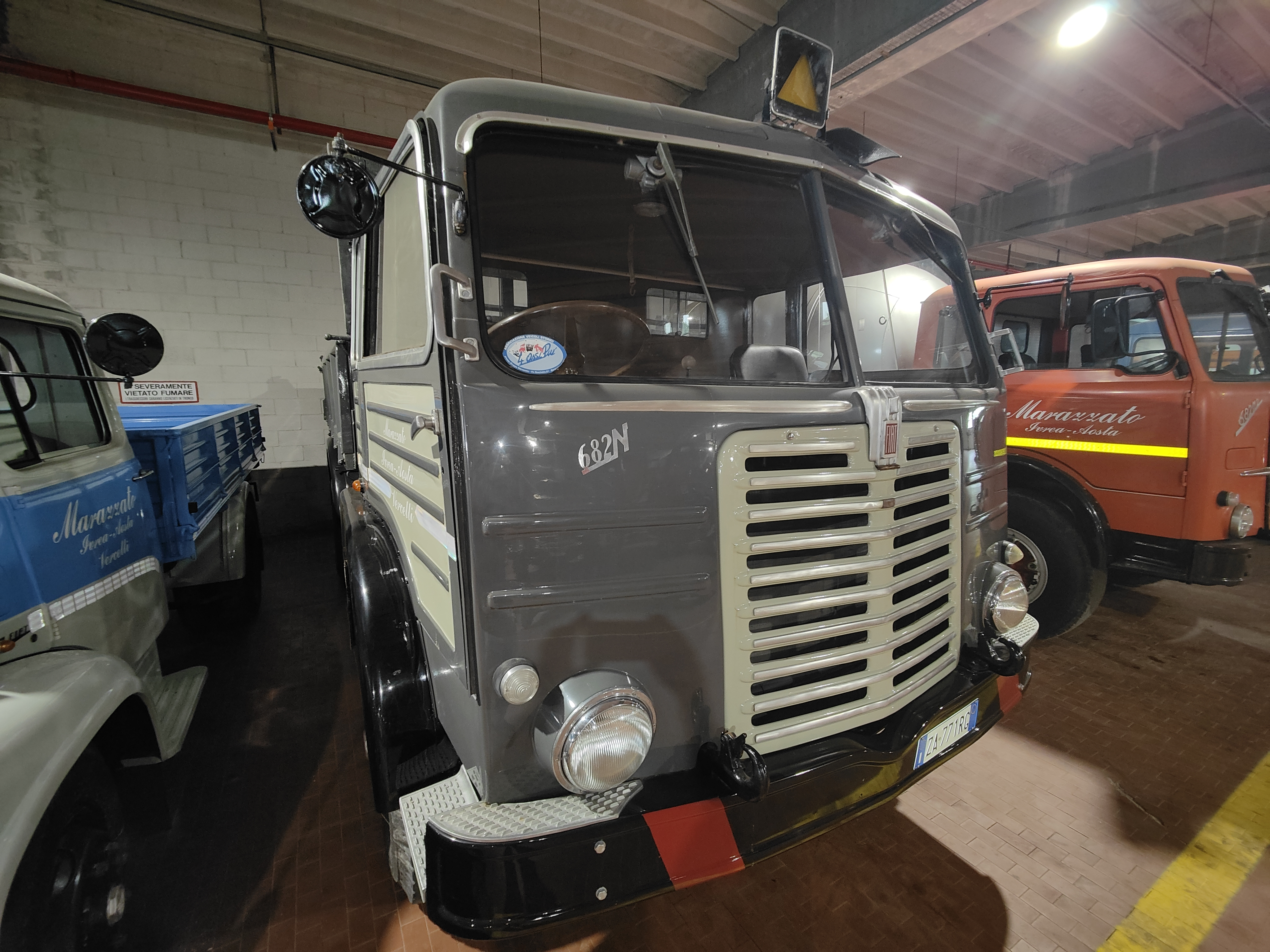
Un 682N con, sopra la cabina, il triangolo obbligatorio secondo il codice della strada dell'epoca indicante i veicoli trainanti un rimorchio

Purtroppo questa prima versione del 682 N denota molti difetti, non corrisponde alla stessa affidabilità e potenza  del suo predecessore 680n avente la stessa cilindrata e 4 valvole per cilindro.La nuova testata a sole 2 valvole per cilindro, bronzine e altri particolari  ne fanno un motore più fragile rispetto alla concorrenza (in particolare Lancia Esatau).
Dopo solo un anno, nel 1953, il 122 viene sostituito dal "125" (anche in questo caso prendeva il nome dai 125 mm dell‘alesaggio dei pistoni). Le differenze estetiche tra il 122 ed il 125 erano minime: i tergicristalli nel 122 uscivano dal parabrezza sdoppiato, mentre nel 125 uscivano dal tetto della cabina. Inoltre nel 125 vennero ricavate due prese d'aria a chiusura sportello nella parte anteriore .Da un punto di vista meccanico venne rivisto l'intero motore e finalmente si raggiunse l'affidabilità e durata che lo andranno a caratterizzare. Questo modello del 125 verra' commercializzato anche in Messico dalla DINA, insieme ad altri veicoli di produzione Fiat e applicando al 203.045 un compressore volumetrico tipo Roots nato per motori industriali e marini dalla potenza di 160 cv .

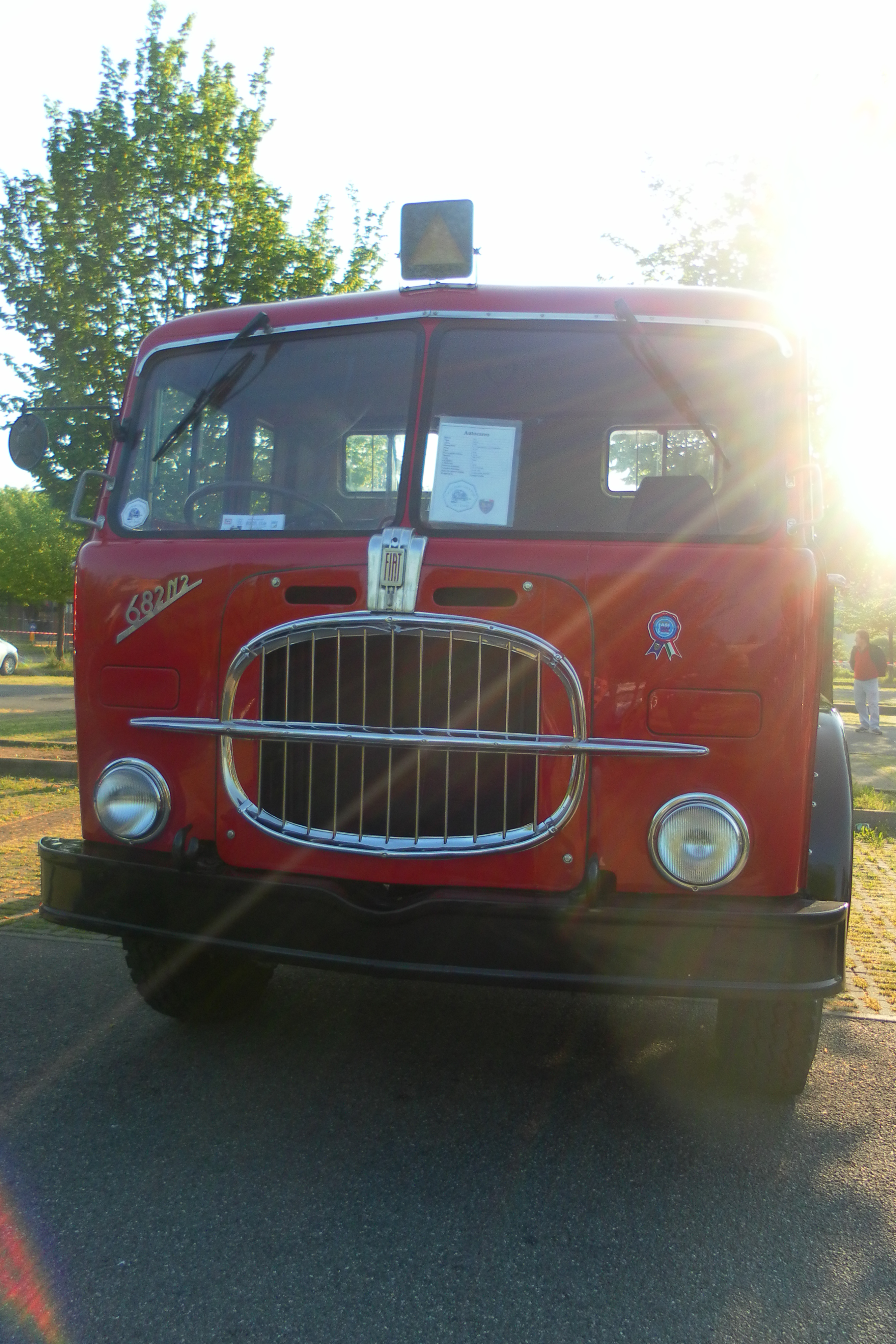
Un Fiat 682 N2

Nel 1954 il 125 è sostituito dal 682 N2. Privo di servosterzo come i suoi predecessori. L'N2 è il primo 682 equipaggiato con il motore "Fiat 203" evoluzione del "125", con 6 cilindri in linea di 10.676 cm³ e 140  CV a 1.900 g/min. Sarà proprio questo motore, estremamente robusto ed affidabile, a fare la fortuna del modello. Con l'N2 debutta anche la cabina arrotondata (chiamata "a baffo" a causa del baffo cromato che decorava la mascherina) che sarà montata con poche modifiche sui camion Fiat medi e pesanti degli anni cinquanta e sessanta (Fiat 639, 642, 643, 645, 650, 662, 671, 683, 690, 693).
Nel 1955 l'N2 viene leggermente rivisto: la potenza sale a 152 CV e viene introdotto il servosterzo. Nel 1959 c'è un aggiornamento più importante: l'apertura delle porte passa dal sistema cosiddetto controvento (con cerniera posta dietro, apertura contro senso di marcia) a quello a favore di vento (con cerniera posta davanti); con l'occasione vengono introdotti anche i finestrini discendenti, in sostituzione dei precedenti vetri scorrevoli.
Nel 1960 vengono affiancate al modello standard anche le versioni 682 N2 S e 682 T2 S, dotate di motore sovralimentato con turbo compressore. La potenza sale a 180 cavalli, ma l'affidabilità ne risente drammaticamente a causa del facile surriscaldamento per la mancanza dello scambiatore di calore.La versione del 203 S orizzontale ferroviario si dimostrerà più affidabile.
Nel 1962 debutta il nuovo modello: il 682 N3. Si distingue dal predecessore per il nuovo motore potenziato di 11 548 cm³ avente una coppia massima a soli 900 giri al minuto e una potenza di 178 CV. La versione sovralimentata non viene riproposta a causa dello scarso successo.
Nel 1967 debutta l'ultima evoluzione, il 682 N4, con lo stesso motore dell'N3, ma con organi di trasmissione irrobustiti per sopportarne meglio la potenza e una nuova mascherina anteriore a maglie quadrate.
Dal 1967 la produzione continua, sia in Italia che in diversi stati Africani, senza grandi aggiornamenti. L'ultimo Fiat 682 esce dalle catene di montaggio nel 1988, a più di 35 anni dalla nascita del modello.

## Eredità
Nei listini europei verrà affiancato, per poter essere gradualmente sostituito, dal modello 684 N (poi ribattezzato Fiat 160 NC nel 1974), che però non riscontrerà il successo del suo predecessore.
Progettato per soddisfare le esigenze di tutte le missioni estreme, anche nel fuoristrada, per carichi da 14 a 44 tonnellate, questo camion si è ritagliato una reputazione senza eguali in robustezza e affidabilità. In Africa, si possono ancora incontrare diversi esemplari, fabbricati localmente o importati dall'Italia con milioni di chilometri di percorrenza effettuata.
Dal 2012 la Iveco commercializza nel mercato africano, australiano e medio-orientale un trattore stradale denominato Iveco 682 fabbricato in Cina dalla joint venture con SAIC ed ispirato nel contesto progettuale proprio allo storico Fiat 682 per robustezza e bassi costi di esercizio.

## Il Fiat 682 RN

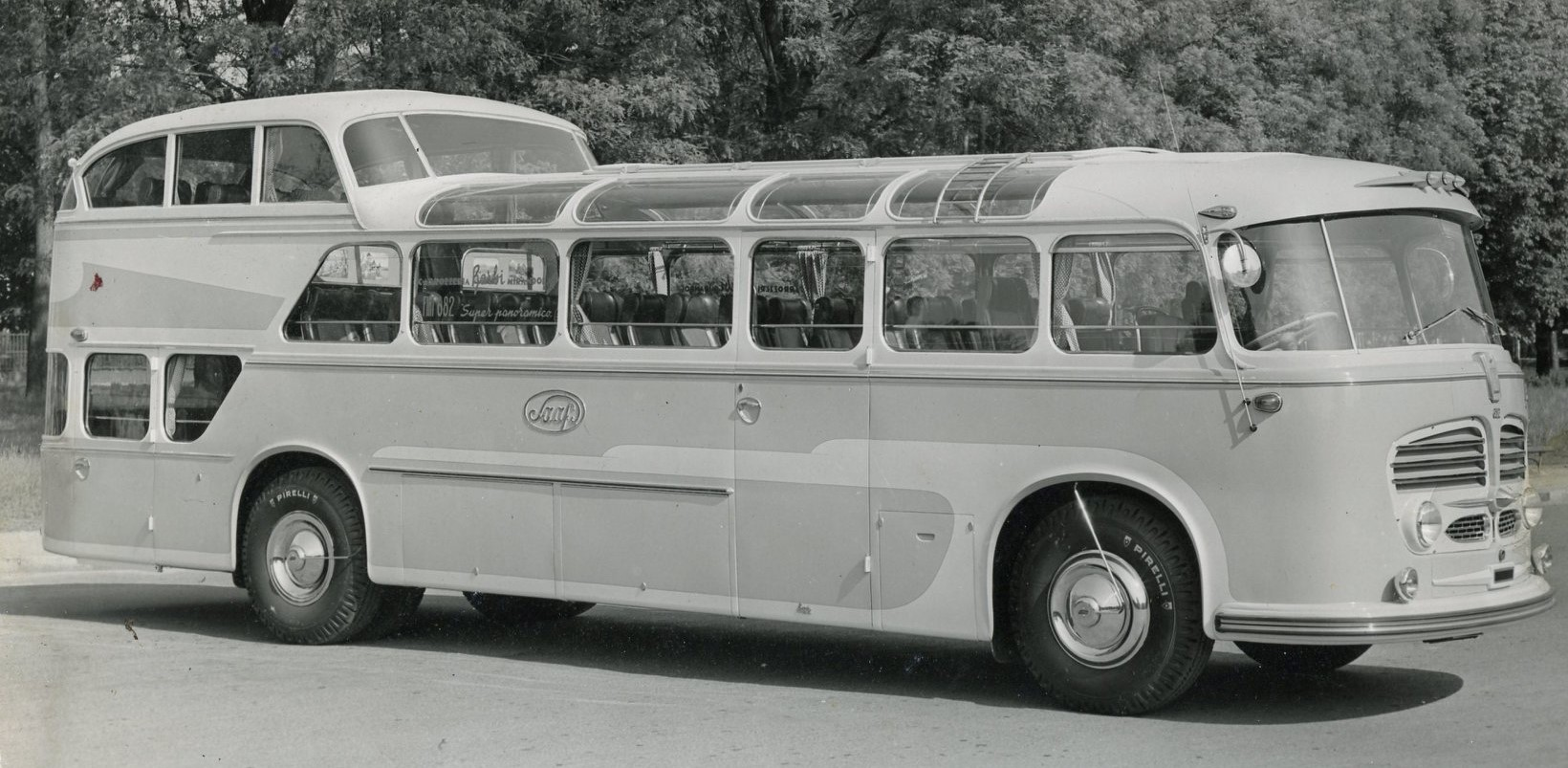
Fiat 682 Superpanoramico carrozzato Barbi

Il Fiat 682 RN è un modello di autobus derivato dall'omonimo autocarro, dove R sta per "ribassato".
È stato sostituito nel 1956 dal Fiat 306, il primo autobus progettato ex novo come tale, e non come allestimento particolare della meccanica di un camion.
Il 682 RN era disponibile in versioni di linea e gran turismo. In particolare è stato carrozzato da diversi carrozzieri come, ad esempio, Barbi.